# سقاية كامل الزند
سقاية كامل الزند
انشات هذه السقاية في مدينة بغداد خلال العهد العثماني، لاغراض المنفعة العامة للناس. وقد أنشأها كامل بك بن الحاج امين الزند، سنة 1903م، عند المسجد الذي شيده على جزء من دار والده مفتي بغداد، في محلة البارودية، وهي من محلات بغداد الشرقية. وكتب فوق باب المسجد خمسة ابيات ، اشار فيها إلى هذه السقاية ، وتاريخ العمارة. وهي:
وقد هدم هذا المسجد في تموز سنة 1964م، فضاع أثر سقايته.